# ريتشارد أبراهامسون
ريتشارد أبراهامسون (بالإنجليزية: Richard Abrahamson)‏ (21 أكتوبر 1947 - ) هو لاعب كرة يد أمريكي. شارك في الألعاب الأولمبية الصيفية 1972 والألعاب الأولمبية الصيفية 1976.

## وصلات خارجية
- ريتشارد أبراهامسون على موقع أوليمبيديا (الإنجليزية)